# Mexikanische Badmintonmeisterschaft 2023
Die Mexikanische Badmintonmeisterschaft 2023 fand vom 25. bis zum 28. Januar 2024 in Guadalajara statt. Es war die 73. Auflage der nationalen Titelkämpfe von Mexiko im Badminton.

## Medaillengewinner
| Disziplin    | Gold                            | Silber                           | Bronze                         |
| ------------ | ------------------------------- | -------------------------------- | ------------------------------ |
| Herreneinzel | Armando Gaitan                  | Angel Martinez                   | Arturo Angel                   |
| Herreneinzel | Armando Gaitan                  | Angel Martinez                   | Gerardo Saavedra               |
| Dameneinzel  | Vanessa Villalobos              | Mayte Macias                     | Aline Angel                    |
| Dameneinzel  | Vanessa Villalobos              | Mayte Macias                     | Fatima Rio                     |
| Herrendoppel | Armando Gaitan Gerardo Saavedra | Alberto López Rodrigo Morales    | Angel Martinez Irvin Perez     |
| Herrendoppel | Armando Gaitan Gerardo Saavedra | Alberto López Rodrigo Morales    | Juan Pablo Montoya Juan Torres |
| Damendoppel  | Romina Fregoso Miriam Rodríguez | Jocelyn Lopez Vanessa Villalobos | Paula Lozoya Fatima Rio        |
| Mixed        | Armando Gaitan Romina Fregoso   | Gerardo Saavedra Fatima Rio      | Nestor Gonzalez Jocelyn Lopez  |
| Mixed        | Armando Gaitan Romina Fregoso   | Gerardo Saavedra Fatima Rio      | Irvin Perez Isabella Puente    |